# Rosie (film 1912)
Rosie è un cortometraggio muto del 1912. Il nome del regista non viene riportato nei titoli.

## Produzione
Prodotto dalla Eclair American.

## Distribuzione
Il film uscì nelle sale cinematografiche USA il 29 ottobre 1912, distribuito dall'Universal Film Manufacturing Company.